# Skorec vodní
Skorec vodní (Cinclus cinclus) je středně velký zpěvný pták z čeledi skorcovitých (Cinclidae), který se vyskytuje na rychle tekoucích vodních tocích v Evropě včetně Česka, v severozápadní Africe a jihozápadní a střední Asii. Život druhu je nerozlučně spjat s rychle tekoucími, dobře okysličenými čistými bystřinami, říčkami a řekami, z nichž získává potravu a v jejichž bezprostřední blízkosti i hnízdí. Stejně jako ostatní skorci, i skorec vodní se dovede pro potravu potápět do mělkých hloubek, přičemž pohybu pod vodou dosahuje mácháním křídel. Živí se především bezobratlými živočichy jako jsou chrostíci, jepice, pošvatky a dvoukřídlí, občas sezobne i malé rybky, pulce, jikry aj. Tento středně velký pěvec dosahuje výšky kolem 17−20 cm. Opeření je z většiny tmavé, výrazná je bílá náprsenka sahající od hrdla po hruď s navazujícím rezavohnědým příčným pruhem.  
Skorec hnízdí v těsné blízkosti vodního toku. Velké kopulovité hnízdo s postranním velkým vchodem bývá umístěno ve skalních škvírách nebo dokonce za vodní stěnou splavu nebo vodopádu. Následkem kultivací říčních toků je dnes řada hnízd umístěna na lidských stavbách, jako jsou mosty a nábřežní stěny. Samice klade nejčastěji 4–5 vajec. Inkubuje pouze samice po dobu kolem 16 dní, o ptáčata se starají oba partneři. K výletu ptáčat z hnízda dochází ve věku cirka 22 dní, k potravnímu osamostatnění ve stáří kolem 40 dní. Globální populace druhu není ohrožena, pročež je skorec vodní považován za málo dotčený druh. Místní populace nicméně může ohrožovat degradace habitatu, hlavně acidifikace říčních toků průmyslovým a zemědělským znečištěním. Jedná se o národního ptáka Norska.

## Systematika
Druh formálně popsal švédský přírodovědec Carl Linnaeus v roce 1758 v desátém vydání svého díla Systema Naturae pod binomickým jménem Sturnus cinclus. Druhové jméno cinclus pochází z řeckého kinklos, kterým již Aristotelés i další starořečtí autoři označovali malé ptáky pobývající u vody, snad konipase, sluky nebo právě skorce. Rod Cinclus (skorec) vytyčil německý přírodovědec Moritz Balthasar Borkhausen v roce 1797, za typový druh určil právě skorce vodního.
Český název skorec, ve starořečtině škveřec, je onomatopoického původu a jeho základ vystihující ptačí švitoření je *skver-, což vychází z praslovanského *skvorbcb. Ke starším českým názvům patří vodní kos nebo rybařík.
Cinclus je jediným rodem čeledi skorcovití (Cinclidae). Skorec vodní je jedním z 5 druhů skorcovitých, z nichž jsou 2 zastoupeny v Eurasii, 1 v Severní Americe a zbylé 2 v Jižní Americe. Nejbližším příbuzným skorce vodního je jeho asijský protějšek skorec asijský.
K roku 2023 se rozeznávalo 14 poddruhů (v Česku se vyskytuje C. c. aquaticus, i když výjimečně zde může zimovat i cinclus):
- C. c. hibernicus Hartert, 1910 – západní Skotsko a Irsko.
- C. c. gularis (Latham, 1801) – Skotsko (s výjimkou jeho západní části), severní, střední a západní Anglie, Wales.
- C. c. cinclus (Linnaeus, 1758) – Skandinávie, východně po severozápadní Rusko, též ve střední a jihozápadní Francii, na severozápadě Pyrenejského poloostrova, na Korsice a Sardinii.
- C. c. aquaticus Bechstein, 1796 – střední a jižní, částečně i západní Evropa (Belgie a Francie jižně po Pyrenejský poloostrov, Itálii, Sicílii a Řecko).
- C. c. uralensis Serebrovski, 1927 – Ural.
- C. c. minor Tristram, 1870 – severozápadní Afrika.
- C. c. caucasicus Madarász, 1903 – Turecko, Kavkaz, severní Irák a severní Írán.
- C. c. persicus Witherby, 1906 – jihozápadní Írán.
- C. c. rufiventris Tristram, 1884 – Libanon a Sýrie.
- C. c. leucogaster Bonaparte, 1850 – od Ruska jižně po Afghánistán, Pákistán, Čínu a Mongolsko.
- C. c. baicalensis Dresser, 1892 – jihovýchodní Sibiř.
- C. c. cashmeriensis Gould, 1860 – Himálaj.
- C. c. przewalskii Bianchi, 1900 – severní Bhútán a střední Čína.
- † C. c. olympicus Madarász, G, 1903 – Kypr (vyhynulý).

## Popis

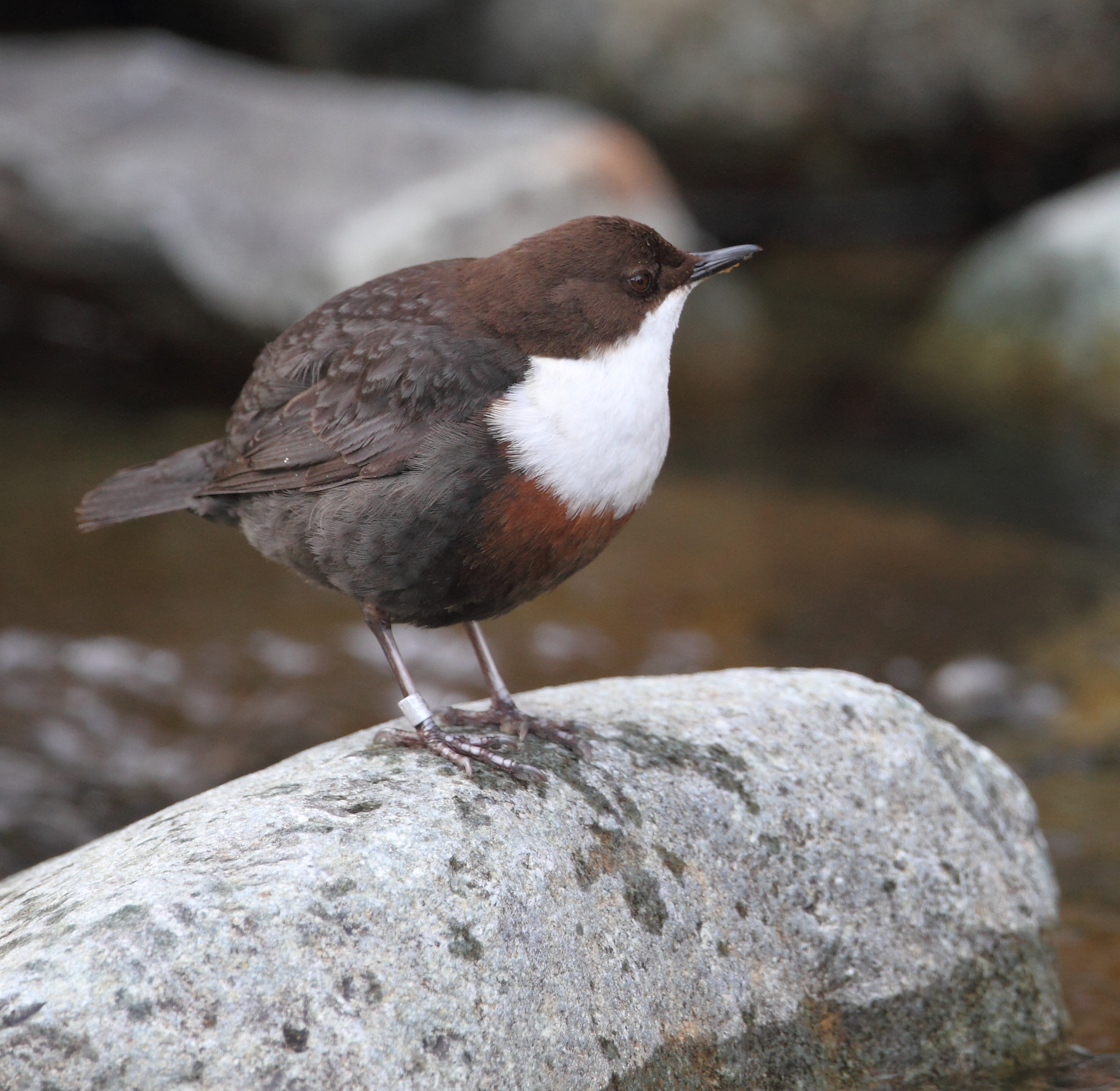
Skorec vodní s výraznou bílou náprsenkou a navazujícím kaštanovým pruhem

Skorec vodní dorůstá zhruba velikosti kosa, nicméně jeho ocas je mnohem kratší. Délka těla dospělce se pohybuje kolem 17−20 cm, váží kolem 46–84 g. Křídlo měří 8,2−10,4 cm, ocas asi 4,6−5,6 cm. Nohy jsou silné, křídla zakulacená, a ocas, kterým skorec často poškubává, je jen krátký. Korunka je tmavě čokoládová, hřbet je černohnědý. Opeření na ramenech, spodní části hřbetu a kostřeci je hnědočerné s černými okraji. Svrchní strana křídel je černohnědá. Brada, hrdlo a hruď jsou bílé. Horní část břicha má široký rezavohnědý pruh, na který navazuje čokoládově tmavě hnědá spodní část břicha. Spodní strana křídel je čokoládová. Duhovky jsou hnědé, zobák černý a nohy i drápy tmavě hnědé. Mžurka je bílá. Obě pohlaví jsou si velmi podobná. Mladí ptáci jsou svrchu celí šedohnědí se světlými lemy per a jejich spodina je hustě, drobně skvrnitá.
Opeření samců a samic je prakticky stejné, avšak samci bývají o něco větší než samice. U jednotlivých poddruhů se mohou vyskytovat mírné rozdíly v opeření i velikosti. K větším výchylkám patří např. subsp. cinclus, jenž postrádá rezavohnědý pruh přes břicho. Jedná se o dobře rozpoznatelného pěvce a v jeho habitatu lze k záměně dojít jen stěží.

## Rozšíření a početnost
Vyskytuje se na rozsáhlém území Evropy, v severozápadní Africe a jihozápadní a střední Asii. V Evropě je areál výskytu na západě ohraničen Pyrenejským poloostrovem, pokračuje na sever přes Britské ostrovy do Skandinávie a na východ k pohoří Ural a táhne se na jih přes Kavkaz a Turecko k jižní Evropě. V severozápadní Africe je rozšířen hlavně v Maroku a také na severu Alžírska a Tuniska. V asijském areálu výskytu obývá střední a jihozápadní Asii, tedy zhruba oblasti jižního Ruska, od Mongolska na jih před střední Čínu po Himálaj. Globální populace se v roce 2015 velmi opatrně a hrubě odhadovala na 740 000–1 700 000 dospělých jedinců, z čehož evropská populace zahrnovala 261–584 000 dospělých skorců. Těžiště výskytu evropských skorců leží v Rumunsku, kde se podle odhadů vyskytuje 68–81 tisíc párů, početné populace se nachází i v Německu, Francii, Skandinávii, evropské části Ruska a na Britských ostrovech. Naopak v Dánsku, Lotyšsku, nebo Estonsku hnízdí méně než 10 párů. Hustota osídlení ve Walesu dosahovala až 20 párů na 10 km vodního toku, běžné středoevropské hustoty se však pohybují kolem 1–10 párů na 10 km toku. Nižší hodnoty kolem 1 páru na 10 km jsou dosahovány hlavně podél jižní hranice areálu výskytu, jako je Středomoří.

### Výskyt v Česku
V Česku, kde se skorec zdržuje celoročně, pravidelně hnízdí 1000 až 2000 párů a zimuje v počtu 1800–3600 jedinců. Čeští skorci hnízdí především ve vyšších polohách, což je dáno hlavně absencí vhodného habitatu v nížinách. Nejnižší výskyt byl zaznamenán na Hřensku u přítoků Labe v 125 m n. m. Typická hnízdiště jsou však na horách, jako jsou Jeseníky, Šumava, Krušné nebo Jizerské hory. V Krkonoších bylo hnízdění skorců zaznamenáno dokonce až u Luční boudy v 1410 m n. m. V Labských pískovcích byla zaznamenána průměrná hustota výskytu 6 párů na 10 km vodního toku, na optimálních úsecích Kamenice to bylo dokonce kolem 20 párů na 10 km. Naproti tomu v Krušných horách a v Králickém Sněžníku to bylo kolem 4–5,4 párů a v Orlických horách, na Berounsku a Českomoravské vrchovině jen 1,4–2,5 párů / 10 km.

## Biologie a ekologie

### Stanoviště

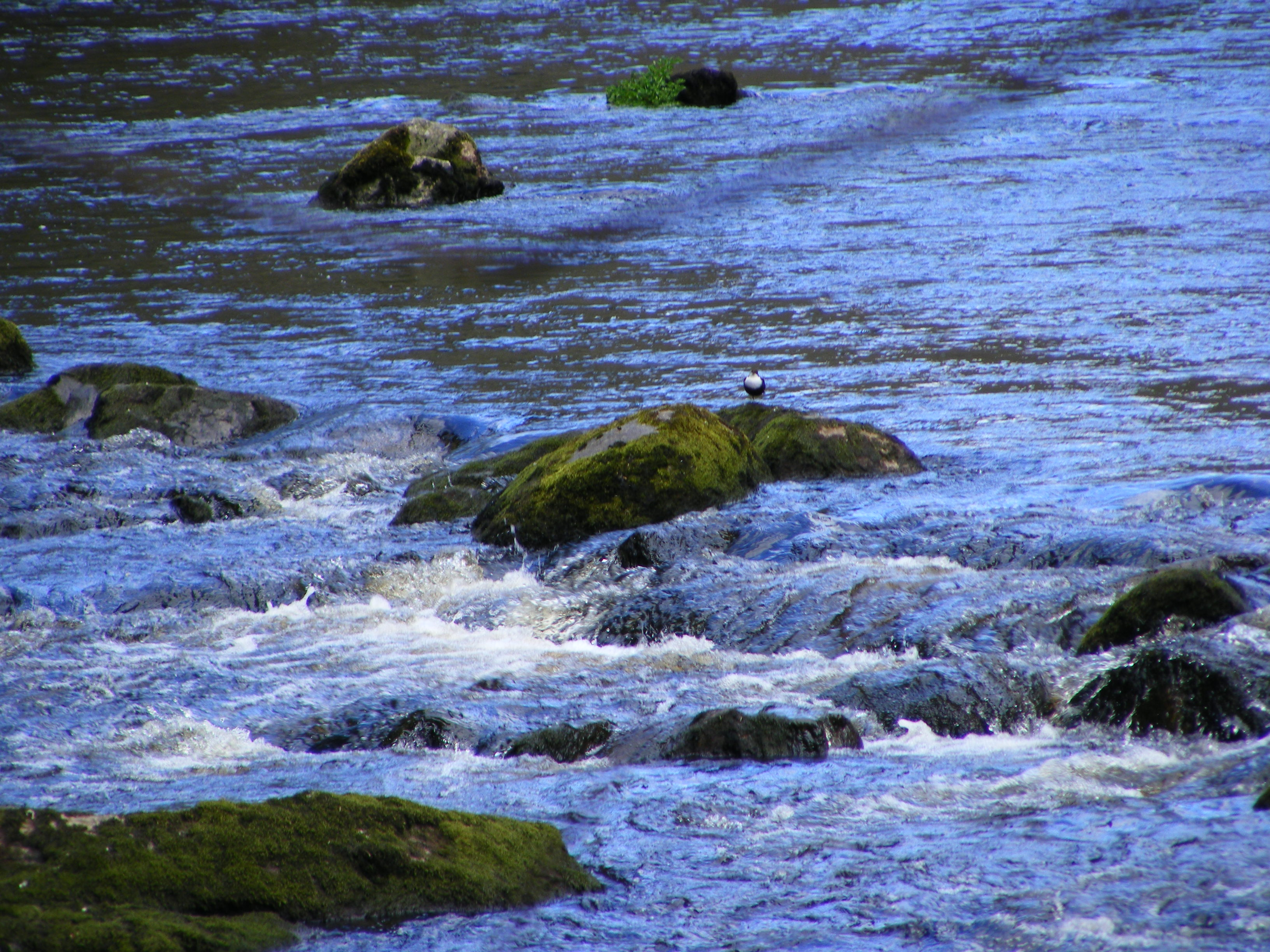
Skorec vodní v typickém habitatu svižně tekoucí řeky (Irsko)

Skorcovití jsou v rámci pěvců unikátní svým životem silně vázaným na rychle tekoucí vodní toky. Typické stanoviště skorce vodního zahrnuje svižně tekoucí okysličenou mělkou bystřinu, říčku nebo řeku se štěrkovým nebo kamenitým dnem s balvany nebo skalními výběžky v bezprostředním okolí toku. Do značné míry toleruje i člověkem výrazně upravené břehy, hlavním požadavkem druhu je hlavně dobrá kvalita vody. Může se vyskytovat i na březích jezer či dokonce na mořském pobřeží. Hnízdí hlavně v kopcovité, pahorkaté a hornaté krajině, avšak hlavně mimo hnízdění může sestoupit i do nížinatějších oblastí. Ve slovenských Tatrách obývá hory do 1600 m n. m., v Alpách do 2100 m, ve Vysokém Atlasu do 2600 m, v Afghánistánu do 3500 m a v Himálaji dokonce do 5500 m n. m.
Množství vodní nebo břehové vegetace má na početnost skorců jen malý vliv. V místech rozvoje vodních toků lidskými stavbami, jako jsou zdi říční navigace, mosty aj., skorec často na těchto stavbách závisí pro umístění svých hnízd. Tyto stavby totiž nahradily přirozeně se vyskytující skalní škvíry a pukliny, ve kterých by skorec jinak zahnízdil. Vedle venkovské krajiny se může vyskytovat i ve vesnicích nebo dokonce i ve větších městech s vhodnými vodními toky s dostatečnou potravní nabídkou. Díky své úzké specializaci na využívání svižných vodních toků pro potravní a hnízdní potřeby se skorec vodní potýká jen s malou mezidruhovou kompeticí.

### Chování a pohyb
Jedná se o zdatného letce pohybujícího se rychlým, vířivým letem. V letu může dosahovat rychlosti kolem 50 km/h. Po zemi se pohybuje chůzí, běháním a občas i hopsáním, které jsou doprovázeny typickým a častým podřepováním, kterého skorec dosahuje pomocí rychlého přikrčení nohou. Nápadné je časté problikávání bílé mžurky. Skorec vodní je vynikající plavec a potápěč. Volně a často se vrhá do vody, ve které se pohybuje pomocí svých křídel. Pod vodou to někdy vypadá, jakoby skorec kráčel po hladině, ve skutečnosti dosahuje vztlaku mácháním křídel a nohy používá hlavně k odhrabávání kamínků, pod kterými nachází svou kořist. Skorcovití jsou jediní pěvci, kteří používají křídla pro plavání. Do vody i z vody vstupuje bez ohled na roční období a běžně se potápí i v zimě. Během shánění potravy se potápí zhruba 12× za minutu na dobu 2–7 vteřin. Občas se potápí na dobu přes 10 vteřin a výjimečně se může ponořit na dobu přesahující 20 vteřin; v zajetí bylo naměřeno i 30 vteřin. Typické ponory nastávají v mělkých vodách do 1 m, maximálně 1,5 m. Potápí se s hlavou napřed a vedle hledání potravy se může potápět i při úniku před predátorem. Při potopení má uzavřené nosní nozdry a oči chráněné průhlednou mžurkou.
 

Skorci v západních Pyrenejích strávili během roku potápěním v průměru 10 % svého času, přičemž nejvíce to bylo v únoru (18 %). Obecně se dá konstatovat, že skorec vodní tráví v zimě větší množství času potápěním než v létě, kdy tráví většinu času hřadováním. Skorec je k potápění patřičně přizpůsoben. Studie srovnávající počet individuální per u skorce vodního a velikostně porovnatelného kosa černého odhalila, že skorec má takřka dvakrát více per než kos černý (3322 vs 1704), což je zdůvodňováno potřebou tepelné izolace skorce. K pelichání dochází dochází od června do září. Zatímco mladí jedinci přepeřují pouze tělní opeření spolu s některými křídelními krovkami, dospělci vyměňují celý šat.

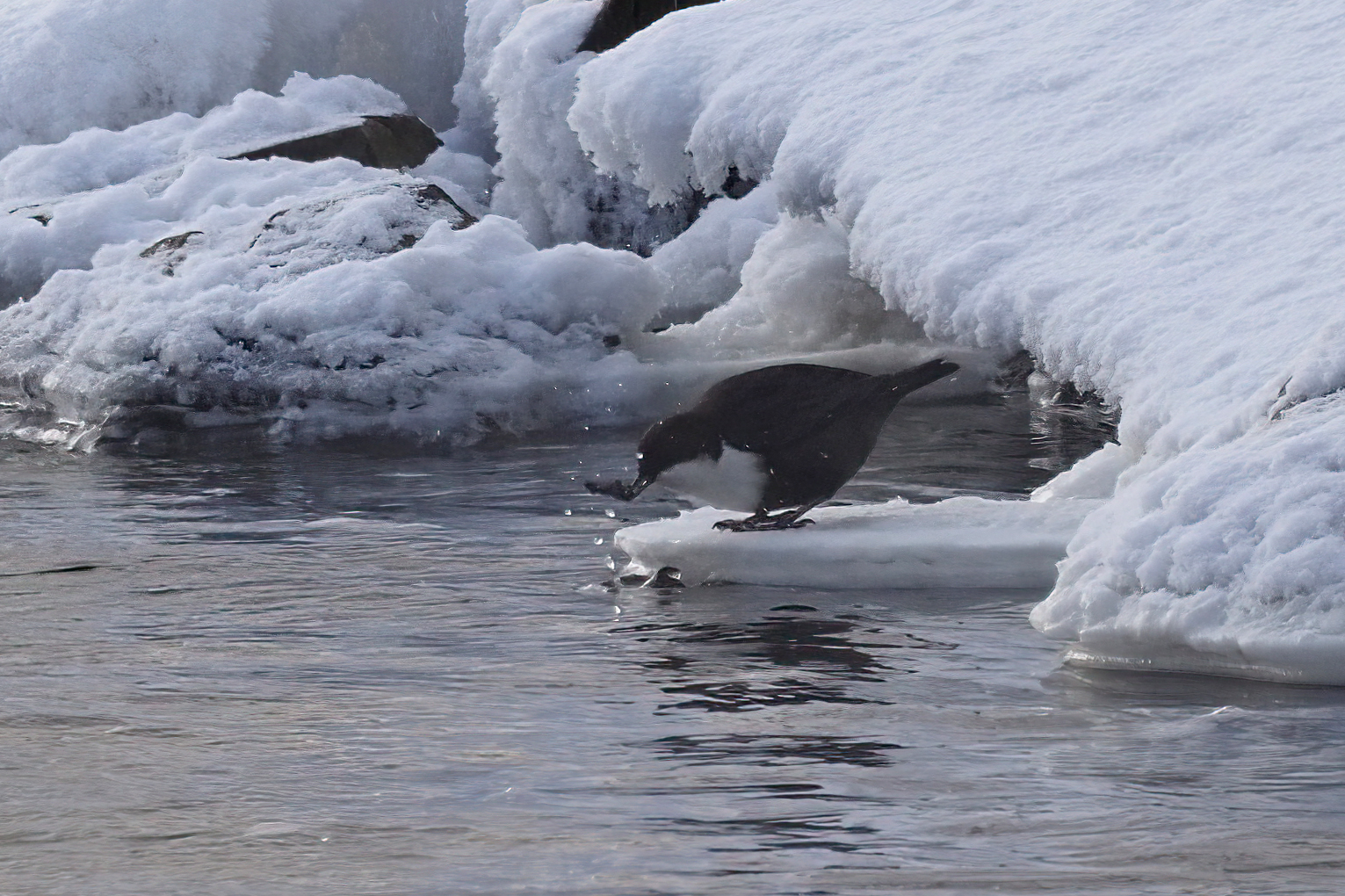
Skorec vodní při lovu v zimě (Finsko)

Většina populací je stálých, avšak v zimě dochází u skorců k potulkám po okolí nebo sestupu do nižších poloh. Některé populace severoevropského poddruhu cinclus i uralského poddruhu uralensis podnikají středně dlouhé až dálkové migrace na jih, během kterých mohou překonat i více než 1000 km. Řada okroužkovaných ptáků z Norska byla v zimě zaznamenána v Dánsku, Nizozemí, severním Polsku nebo v Pobaltí. Občas se však skorci subsp. cinclus mohou pouštět i dále do vnitrozemí. V zimě roku 2008 byl na Mělnicku jednoznačně potvrzen výskyt skandinávského poddruhu cinclus, který doletěl z 1262 km vzdáleného Švédska. Podle zmínek ve starší české literatuře je možné, že to nebylo poprvé, co byl tento poddruh v Česku zaznamenán. Motivací zimní migrace je hlavně zamrznutí řek. Skorci sice dokáží tolerovat i teploty vzduchu dosahující k –40 °C, pokud alespoň část vodního toku zůstane nezamrzlá a skorci tak mají přístup k potravě. Při souvislé ledové pokrývce jim tak nezbývá než migrovat na jih.
U středoevropských populací jsou přesuny nad 70 km vzácné. Po zimní disperzi se vrací na svá hnízdiště v únoru, v případě vyšších poloh až v březnu. Potulky po okolí byly zaznamenány hlavně u nedospělých jedinců, i tak se však jedná jen o několikakilometrové, výjimečně několika desítek kilometrů dlouhé lety od svých hnízdišť. Česká populace skorců je stálá, nicméně dolétají zde zazimovat nepočetné populace ze severnějších států jako je Polsko nebo Německo.

### Potrava
Stejně jako ostatní skorcovití, i skorec vodní získává takřka veškerou svou potravu z vody, což je mezi pěvci zcela unikátní. Hlavní složku jídelníčku představují především vodní bezobratlí živočichové a jejich larvy, především chrostíci, jepice, pošvatky a dvoukřídlí. S larvami chrostíků, které se za účelem ochrany obalují do malých kamínků, skorec může před pozřením tlouct o kámen, aby se těchto kamínku zbavil. Nestravitelné zbytky potravy vyvrhuje v podobě vývržků o délce 12–15 mm a tloušťce kolem 5–7 mm. Vedle zmíněných bezobratlých může pozřít i malé rybky, jikry, pulce, plže, pijavice, žížaly, červy, různonožce, stejnonožce a vzácně i rostlinný materiál. Příležitostně po kořisti pátrá i na souši, kde vyhledává brouky, mravence, stonožky nebo pavouky. Složení potravy nedospělých a dospělých skorců se neliší. Konkrétní složení potravy závisí na lokaci. Např. v Norsku tvořili hlavní složku potravy chrostíci (41 %) a nymfy jepic (28 %), následovaly pošvatky, blanokřídlí, dvoukřídlí a brouci. Ve Walesu tvořili hlavní složku potravy dvoukřídlí (34 %), poté chrostíci (23 %), jepice (23 %) a pošvatky (11 %). Ve Španělsku skorci pojídali hlavně larvy chrostíků, vážek a jepic, avšak občas sezobli i praménkovité vodní plže. Zatímco v zimě skorec vodní hledá potravu výhradně ve vodě, v létě může získávat až 60 % ulovené potravy ze vzduchu. V mělké vodě může potravu lovit procházením mělčiny s občasným ponořením hlavy pod vodu. V hlubší vodě se běžně potápí ke dnu.

### Vokalizace
Ozývá se krátkým a ostrým cit nebo crrb, které dokáže přehlušit i hučící vodní tok. Zpěv je poměrně pomalá série měkkých, cvrčivých, flétnových, jemných trylků, které začínají jasnými hvizdy. Zpívá i v zimě.

### Hnízdění
Jedná se o monogamní druh, vzácně se objevuje i polygamie. Ve středoevropských podmínkách zahnizďuje od března do června, avšak hnízdní teritoria jsou obsazována již v lednu a únoru, kdy začíná tok, který vrcholí v březnu a končí v dubnu. Samec během toku často zpívá, chvěje křídly, rozevírá ocas, zvedá zobák a poskakuje kolem samice, kterou často hodní v letech vysoko nad vodou. Součástí námluv je i předávání potravy samce samici nebo dotýkání zobáky se vztyčenými křídly. K páření dochází na mělčině nebo na hnízdě, jehož lokaci volí samec.

Pár si staví poměrně mohutné, shora uzavřené hnízdo, jehož vletový otvor se nachází po straně a směřuje dolů. Velikost hnízda závisí na stanovišti, ve kterém je vklíněno; bývá umístěno např. ve skalních škvírách, na kamenných římsách za vodní stěnou vodopádu či splavu, v lidských stavbách jako jsou výklenky zdí a občas i v břehových porostech nebo mezi kořeny stromů; v každém případě v bezprostřední blízkosti vody těsně nad vodní hladinou. Ve Velké Británii bylo až 80 % hnízd umístěno do 2 m nad vodní hladinou. Pozice hnízda těsně nad vodní hladinou je sice dobrá protipredátorská strategie, která umožňuje skorcům v případě ohrožení predátorem skočit do vody a uplavat, nicméně hnízda jsou ohrožena zvýšeným stavem vody.

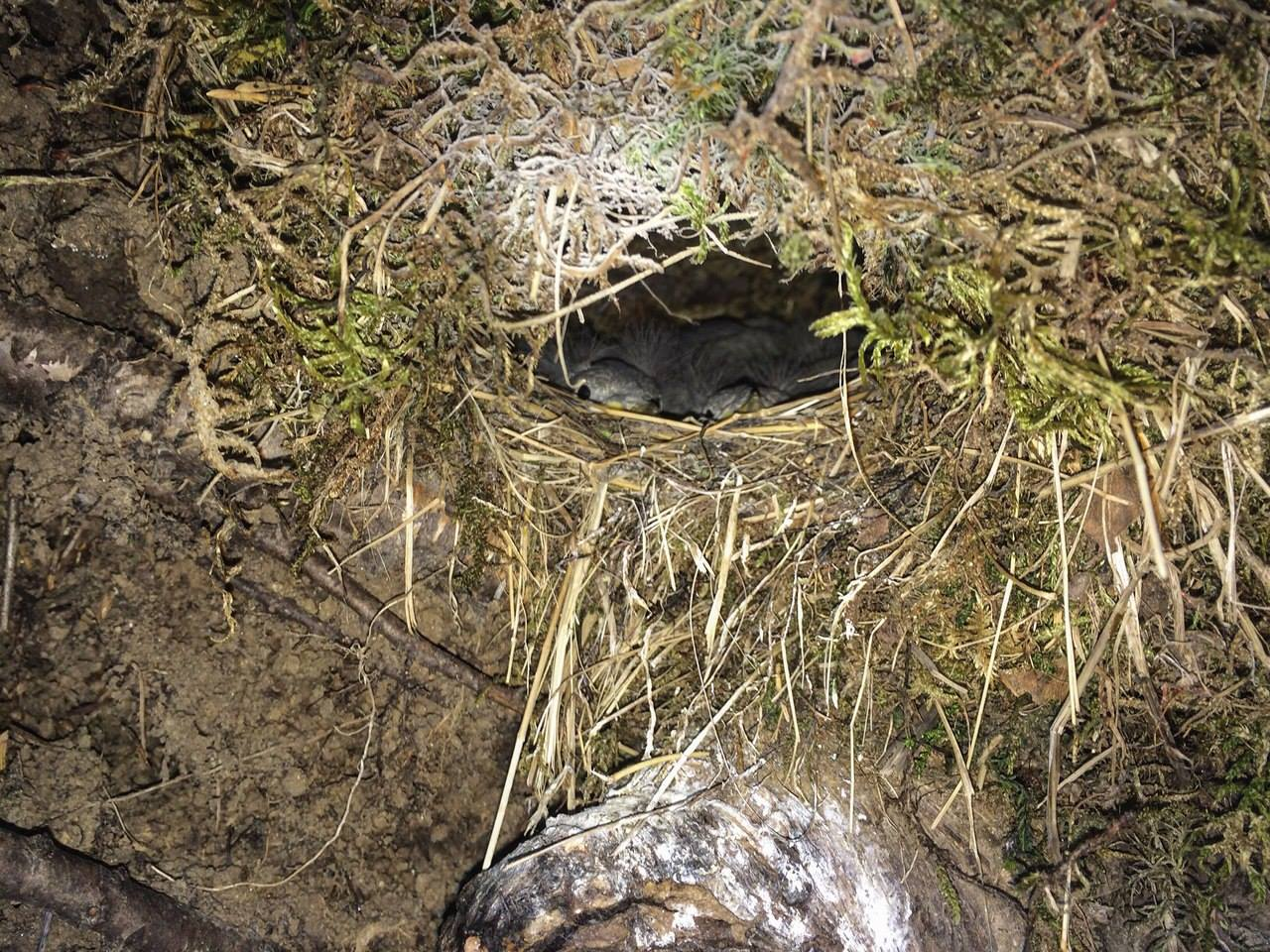
Hnízdi s vykukujícími ptáčaty

V Česku skorec nejčastěji hnízdí v lidských stavbách. Hnízdo připomíná hromadu mechu s velkým otvorem na straně. Běžné hnízdo mívá hloubku kolem 17–26 cm, šířku 13–22 cm, výšku 16–23 cm a vletový otvor mívá průměr 5–7 cm. Uvnitř této větší stavby bývá umístěno ještě menší šálkovité hnízdo (kotlinka) o průměru kolem 10 cm a hloubce 4,5–7 cm. Zatímco vnější stavba je postavena ze směsice mechů, listů, trav a stonků, vnitřní kotlinka je utkána z kořínků, chlupů a listí. Výstelku tvoří typicky suché listy listnatých stromů. Na stavbu kopule je používán mokrý materiál, který během vysychání celou stavbu zpevňuje. Na stavbě hnízda se podílejí oba partneři, avšak výrobu vnitřního hnízda zajišťuje pouze samice. Celá stavba zabírá 9–28, v průměru 18 dní, i když výjimečně může trvat ještě o něco déle. V nižších polohách, kde dochází k časnějšímu zahnízdění, nezřídka dochází ke druhému a výjimečně i ke třetímu zahnízdění v tomtéž hnízdním období. Pro další zahnízdění v tomtéž i následujícím roce pár skorců většinou používá to samé hnízdo, které si jen trochu dostaví, takže po několika letech může dosahovat až k 80 cm v průměru.

Typická velikost snůšky je 4–5 vajec, vzácně se objevují i snůšky o 7–9 vejcích. Velikost snůšky bývá ovlivňována kvalitou vody, hlavně její acidifikací, která má přímý vliv na dostupnost a bohatost potravní nabídky. Čím kyselejší vody, tím menší snůška. Bílá vejce mívají rozměr kolem 25,6×18,6 mm a váží 4 g. Samice je klade v denních intervalech. Inkubace trvá v průměru 16 dní. Samice na vejcích sedí většinou od snesení posledního, případně předposledního vejce. Mláďata se klubou synchronně, tj. najednou. Podobně jako u ostatních pěvců, ptáčata jsou při narození altriciální a nidikolní. Krmí je oba partneři, nicméně pokud samice snese druhou snůšku, v krmení ptáčat z první snůšky pokračuje pouze samec. Ptáčata jsou krmena po průměrnou dobu 22 dní, načež vylétávají z hnízda. U větších snůšek nastává vylétnutí z hnízda později než u snůšek menších. Ptáčata jsou však nadále krmena až do věku kolem 30, maximálně 40 dní, načež se potravně osamostatňují. Poprvé zahnizďuje již v prvním roce života. Studie z Čech zaznamenala, že hned u 9,8 % skorců docházelo k inbreedingu.

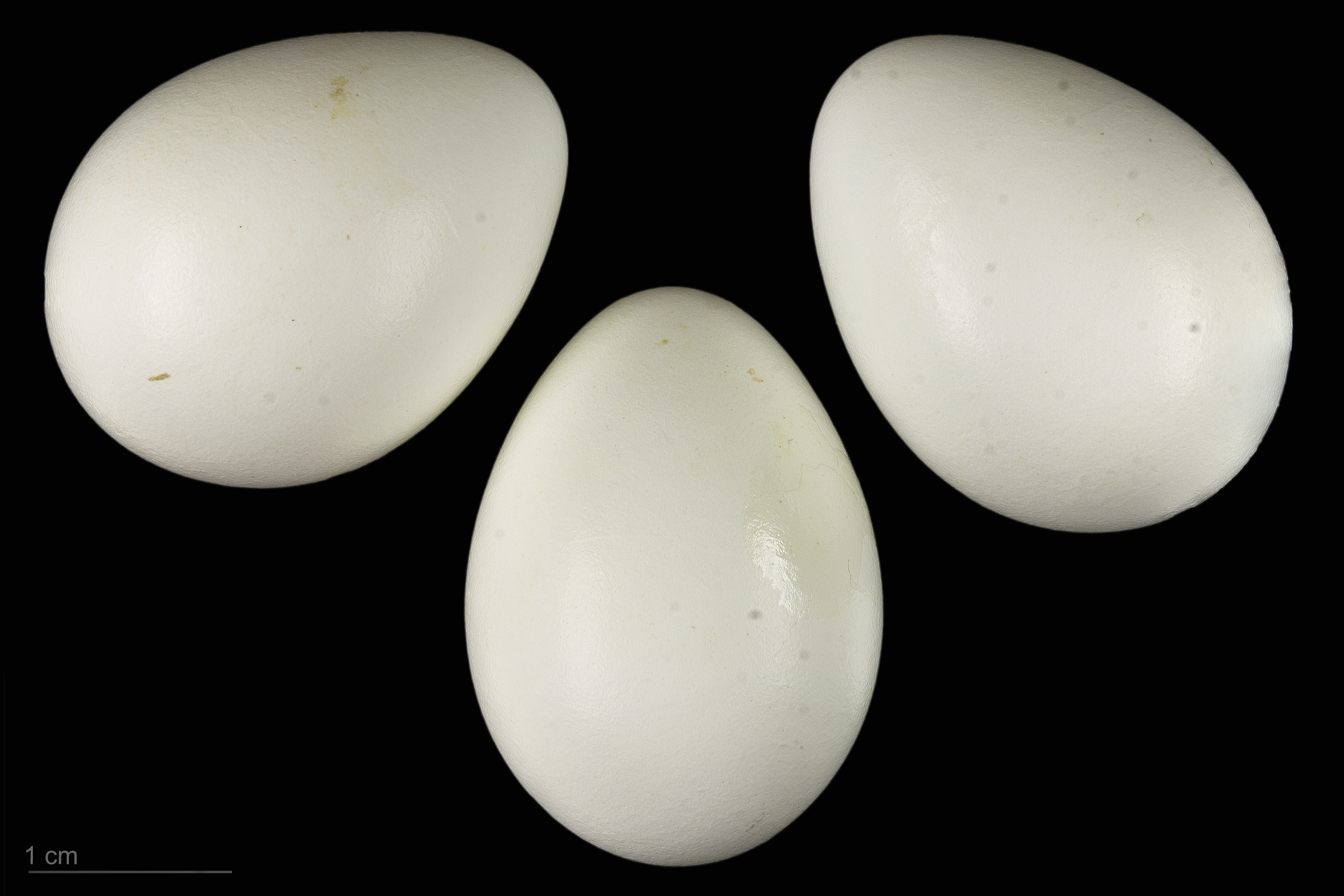
Cinclus cinclus

Zaznamenaná hnízdní úspěšnost ve Velké Británii byla 51,4 %, k nejčastějším příčinám zániku snůšek patřilo zavinění člověka (30 %), zavržení hnízda (25 %) a predace (18 %). Podobně v Maďarsku k vylétnutí hnízda došlo u 50,6 % z původně sledovaných vajec. Zaznamenaná úmrtnost mláďat mezi vylétnutím z hnízda (cca ve stáří 22 dnů) a úplným osamostatněním (cca ve 34 dnech) byla na Slovensku velmi vysoká. Sledováno bylo 37 mláďat (z 9 hnízd), která již byla připravena k vylétnutí z hnízda. Pouze 22–32 % z nich přežilo prvních 12 dnů mezi vylétnutím z hnízda a osamostatněním. Nejčastější příčina úmrtí mláďat byla predace.
Skorci bývají věrni svému hnízdnímu teritoriu. V Jižním Walesu pouze 3,6 % ze sledovaných dospělých skorců zahnízdilo dále než 2,5 km oproti hnízdní lokaci z předchozího roku. Naproti tomu hned 30 % sledovaných ptáčat si nedlouho po vylétnutí z hnízda vymezilo hnízdní teritoria 5–32 km od svých rodných hnízdišť, přičemž mladé samice se rozlétávaly mnohem dále než mladí samci. Během 17leté studie skorců z horních toků Jihlavy a Sázavy vyplynulo, že 43 % sledovaných samců a 26 % samic byli věrni svému rodišti. U jedné samice byla dokonce zjištěna věrnost stejnému hnízdnímu teritoriu po dobu 7 let. Dožívá se kolem 2–3, maximálně 10 let.

## Ohrožení a ochrana

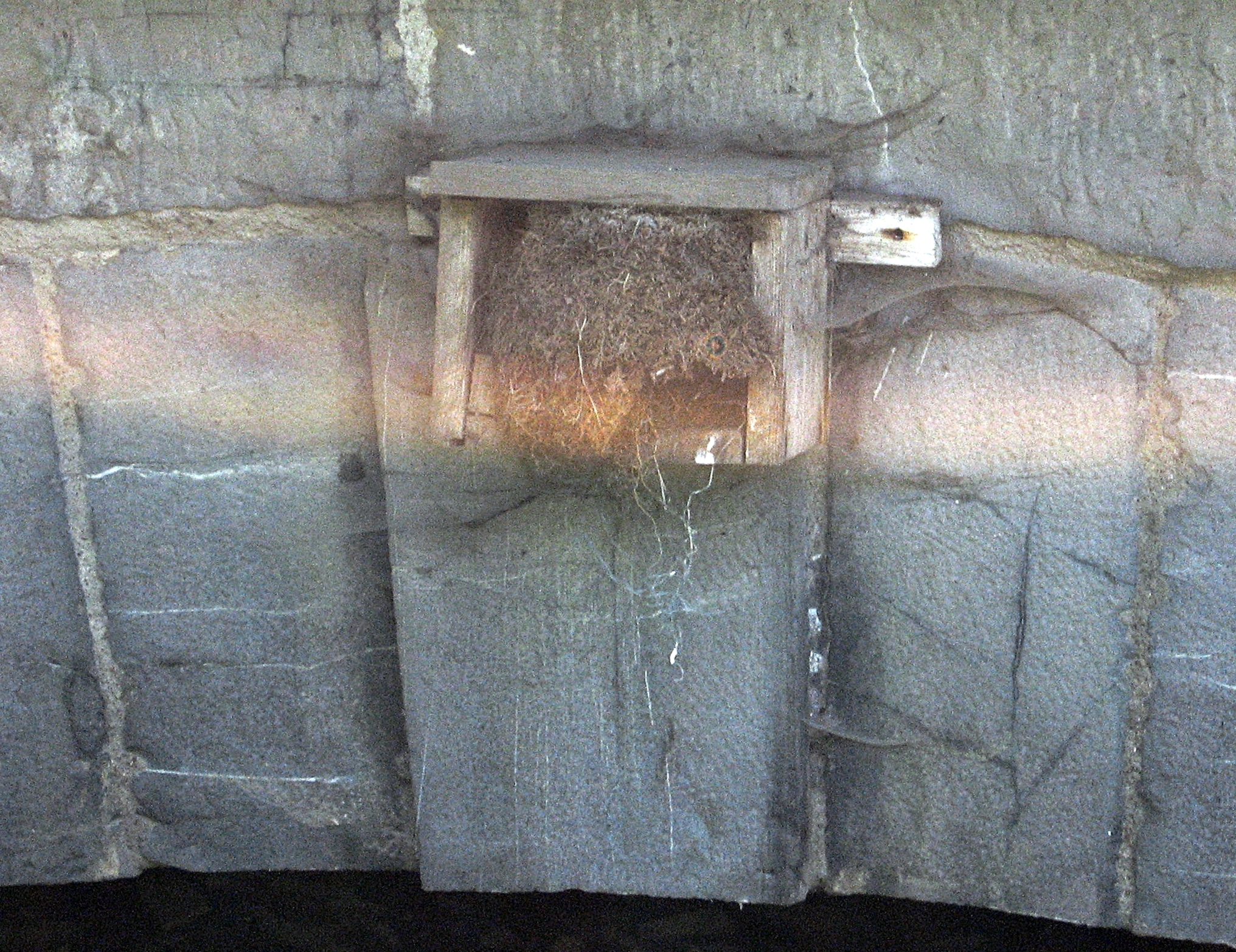
Polobudka s hnízdem skorce (Německo)

Z globálního hlediska skorec vodní není v přímém ohrožení a je proto hodnocen jako málo dotčený. Výskyt druhu nicméně přímo odráží kvalitu vody, a proto veškeré jevy související se snižováním kvality vody mají vliv i na početnost skorce vodního. K těmto jevům patří různé druhy znečištění, následkem kterých dochází k redukci vodních bezobratlých, hlavního potravního zdroje skorců. Jedná se zejména o okyselování (acidifikaci) toků průmyslovým znečištěním (hlavně tzv. kyselými dešti). Následkem těchto dešťů dochází ke snižování vápníku ve vodním prostředí, který samice nezbytně potřebují pro tvorbu skořápek a ptáčata pro tvorbu kostí. Ve Walesu bylo zjištěno, že v případě zvýšeného pH skorci zahnizďovali později, vyváděli menší počet mláďat a ptáčata rostla pomaleji než v případě vodních toků s běžným pH. Podle studie z Norska mohou skorci říční tok, u něhož došlo k acidifikaci následkem kyselých dešťů, zcela opustit a s ním i nevyvedenou snůšku. Problémem jsou i výplachy z intenzivně obhospodařovaných polí, které znečišťují říčky hnojivy, pesticidy nebo hnojem a močůvkou. Vedle okyselování se na populaci skorců negativně popisují také takové úpravy toků, které vedou k jejich zpomalení jako je stavba vodních elektráren nebo odvádění vody pro potřeby zemědělství.
Ke klíčovým prvků ochrany patří ochrana habitatu. Jedná se nicméně o dlouhodobou záležitost, která často překračuje možnosti místní ochrany. K okamžité pomoci patří vyvěšování tzv. polobudek. Jedná se o ptačí budky, jejichž vletový otvor zabírá větší část přední stěny, což více odpovídá přirozenému hnízdišti skorce vodního než klasické ptačí budky s úzkým vletovým otvorem. Polobudky bývají věšeny na stavby v bezprostředním okolí řek jako jsou kolmé zídky mostů. Platí přitom, že kvalita umístění je důležitější než kvantita; v případě umístění polobudek mimo dosah predátorů bývá hnízdní úspěšnost skorců v polobudkách výrazně vyšší než u hnízdění na přirozených stanovištích.

## Vztah k lidem
O skorci vodním se zmiňuje již Gerald z Walesu, klerik a historik, který ve svém díle Topographia Hibernica z roku 1187 barvitě popisuje faunu Irska, které procestoval v letech 1183–86. V českém překladu Brehmova Života zvířat (1888) se k druhu lze dočíst mimo jiné následující:
Skorec nenáleží pouze k nejpodivnějším, nýbrž také k nejzajímavějším ptákům vůbec. Schopnosti jeho jsou prazvláštní. Uhání rychle a hbitě jako konipas po kamenech říčních, mrskaje jako konipasové nebo pobřežníci ocasem a zadní částí těla vzhůru a dolů, brodí se s kamenů do vody, ponořuje se hloub a hloub, až do polovice hrudi, až po oči, ještě hloub, až voda nad ním se uzavře, a pak prochází se, patnáct až dvacet vteřin, po dně, pod vlnami nebo v zimě pod ledem, proti proudu nebo po něm, jakoby si vykračoval po rovině.
Alfred Brehm, Život zvířat, 1988
Karel Kněžourek v roce 1910 popsal skorce vodního takto:
Skorce dlužno považovati za opravdovou zvláštnost mezi našim ptactvem, neboť spojuje v sobě vlastnosti pěvců s dokonalými potápěči. Ano, on ještě tyto předčí v obratnosti, lehce plove, běhá a lítá pod vodou, nejen klidnou, nýbrž i bystře tekoucí, bouřlivě proudící vodou horských bystřin. Proto zasluhuje obdivu, že bez potřebných pomůcek, t. j. bez blan plovacích, tak lehce a hbitě plove.
Karel Kněžourek, Velký přírodopis ptáků, 1910
Jedná se o národního ptáka Norska. Česká společnost ornitologická skorce vodního vyhlásila ptákem roku 2009.